# Нижньосапашево
Нижньосапа́шево (рос. Нижнесапашево, башк. Түбәнге һапаш) — присілок у складі Кугарчинського району Башкортостану, Росія. Входить до складу Ялчинської сільської ради.
Населення — 296 осіб (2010; 303 в 2002).
Національний склад:
- башкири — 96%